# مهیش‌اسورا

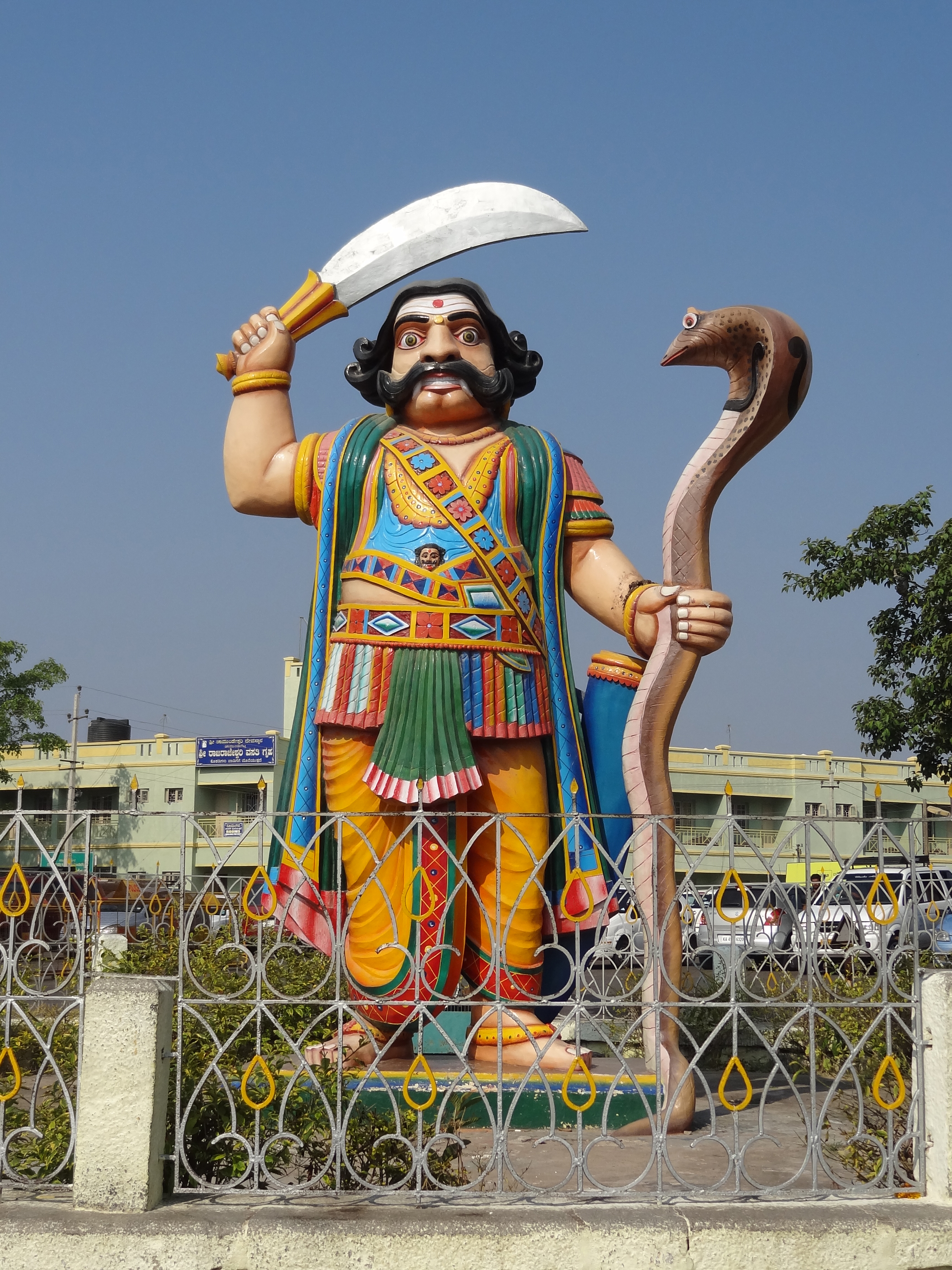
تندیس مهیش‌اسورا بر روی تپه‌های چاموندی، میسور.

مَهیش‌اَسورا (میش‌اهورا) در اسطوره‌های هندی نام موجود مذکری است که از ترکیب اسورا و گاومیش پدید آمده و نیزه‌ای سه‌شاخ به‌دست دارد. مهیش‌اسورا قصد نابودی تمامی دواها (دیوها) را در سر دارد زیرا دواها دشمنان اصلی اسوراها هستند.
افسانه مهیش‌اسورا در اسطوره‌شناسی هندو دارای اهمیت است زیرا ایزدبانویی به نام دورگا برای کشتن او بود که پیکر گرفت. از این رو، داستان مهیش‌اسورا بخش مهمی از آیین شاکتی‌پرستی است که در آن برای دورگا احترام زیادی قائل می‌شوند.